# 1993 en aéronautique
Chronologie de l'aéronautique
- 1989
- 1990
- 1991
- 1992
- 1993
- 1994
- 1995
- 1996
- 1997

Cet article présente les faits marquants de l'année 1993 en aéronautique.

## Événements
- février : retrait du service du dernier F-86 Sabre encore en service dans le monde. Il s'agit d'un avion bolivien.
- 10 février : McDonnell Douglas annonce la livraison de son 10 000e appareil.
- 4 mars : premier vol de l'avion d'affaires Falcon 2000.
- 5 mars : premier vol de l'avion d'affaires expérimental Honda MH02
- 11 mars : premier vol de l'Airbus A321.
- juin : Mise en service du Boeing OC-135 dans l'USAF.
- 14 juillet : mise en service du McDonnell Douglas C-17 Globemaster III dans l'USAF.
- 24 juillet : premier vol de l'hélicoptère américain American Sportscopter Ultrasport 254.
- Novembre : création de la compagnie aérienne Qatar Airways.
- 11 décembre : livraison du premier Northrop B-2 Spirit de série au 509th Bomb Wing.
- 21 décembre : premier vol de l'avion d'affaire Cessna Citation X.
- Livraison du 1 000e exemplaire du Boeing 747.